# Zollamt

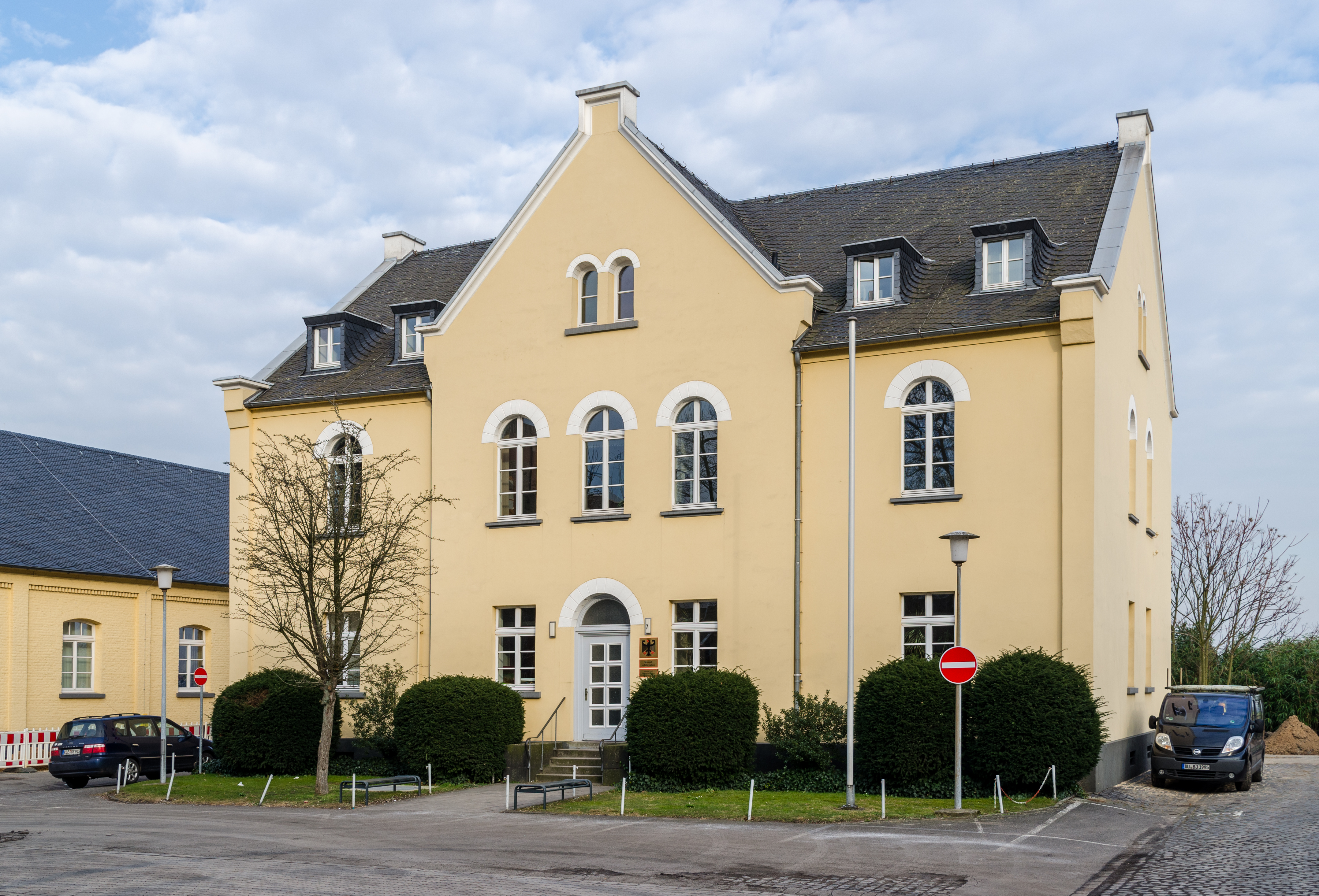
Budova celního úřadu v Krefeldu- městské části Uerdingen

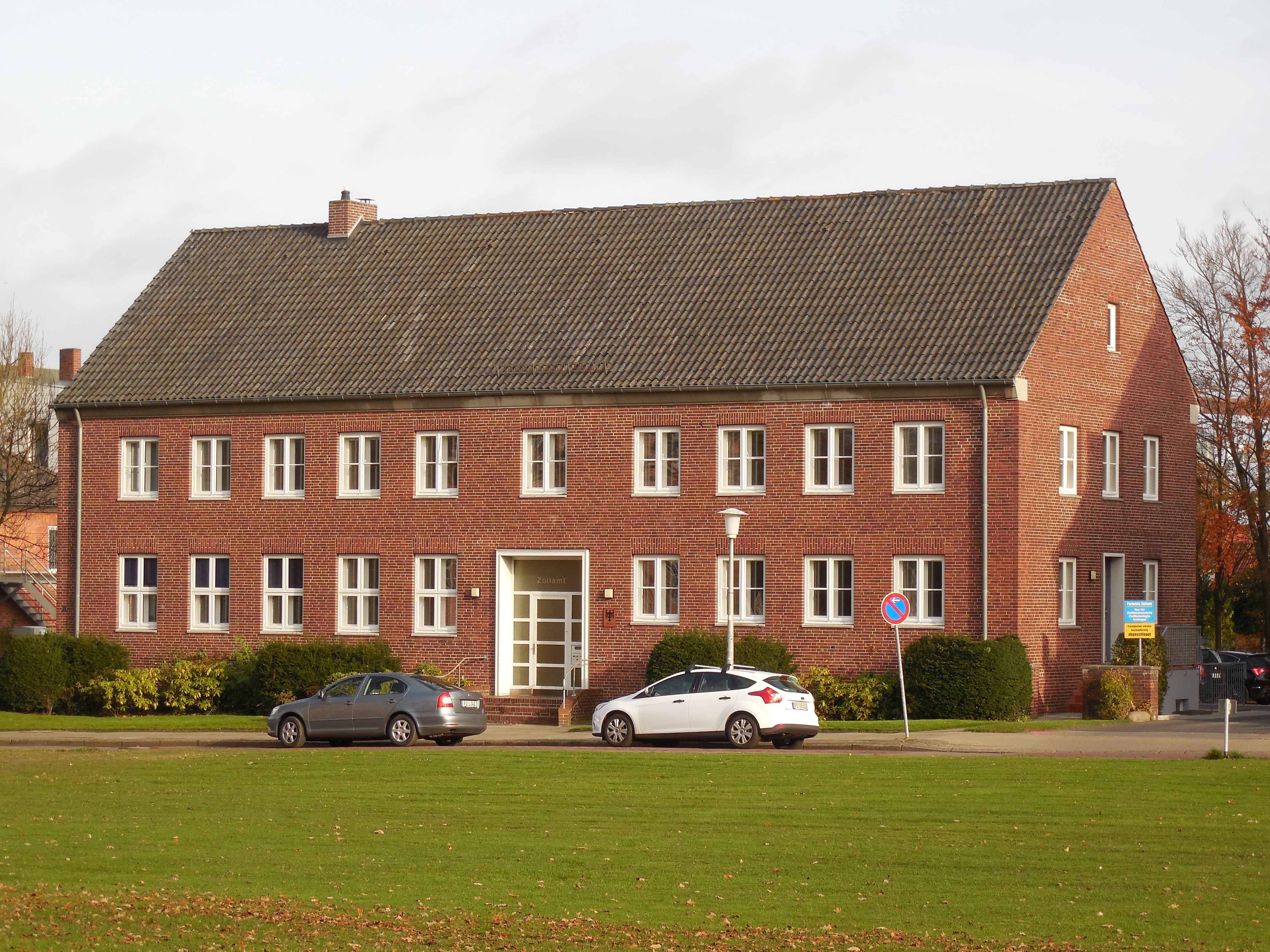
Budova celního úřadu v Pinnebergu

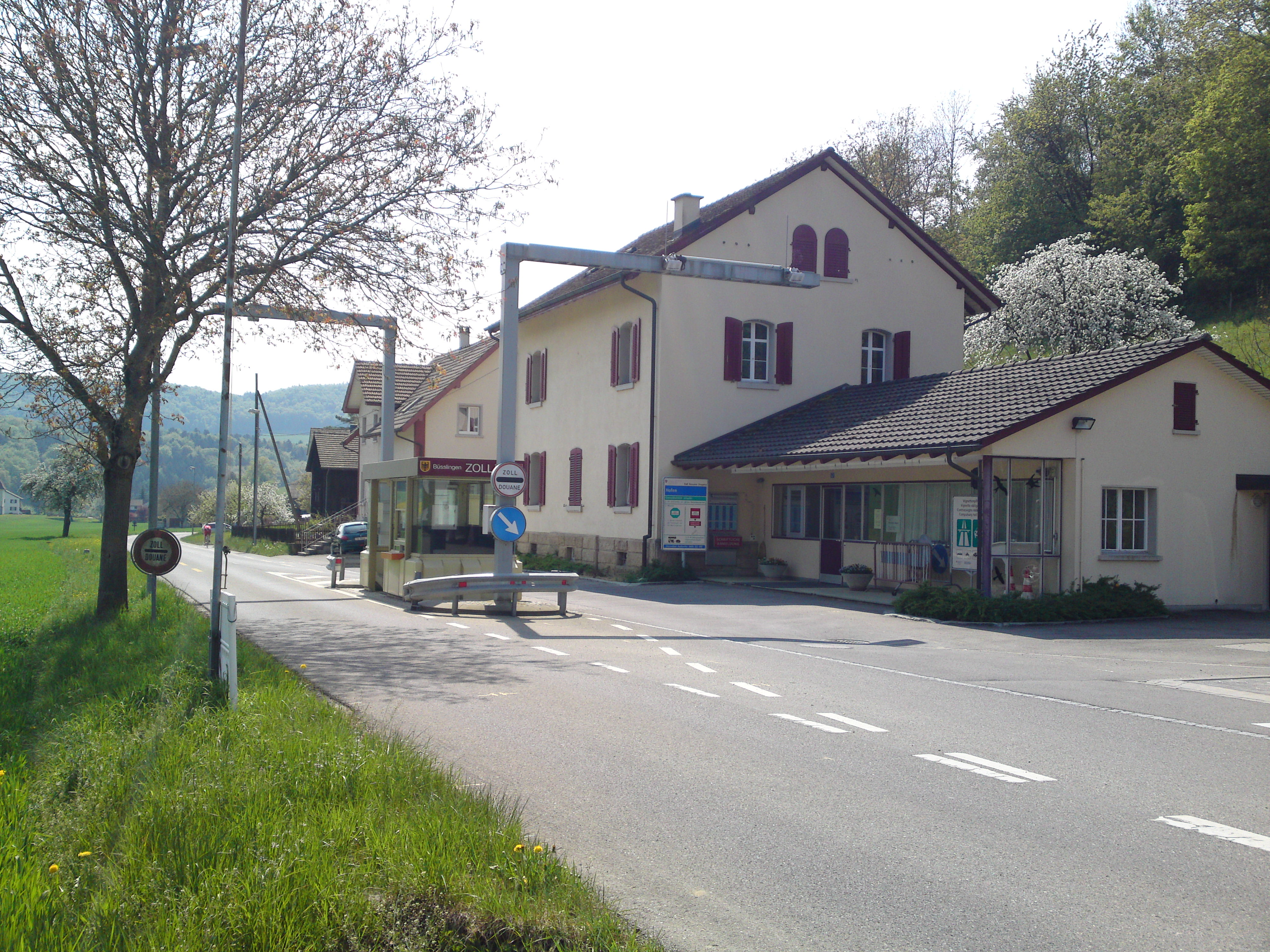
Budova celního úřadu v Büßlingenu na německo-švýcarské hranici

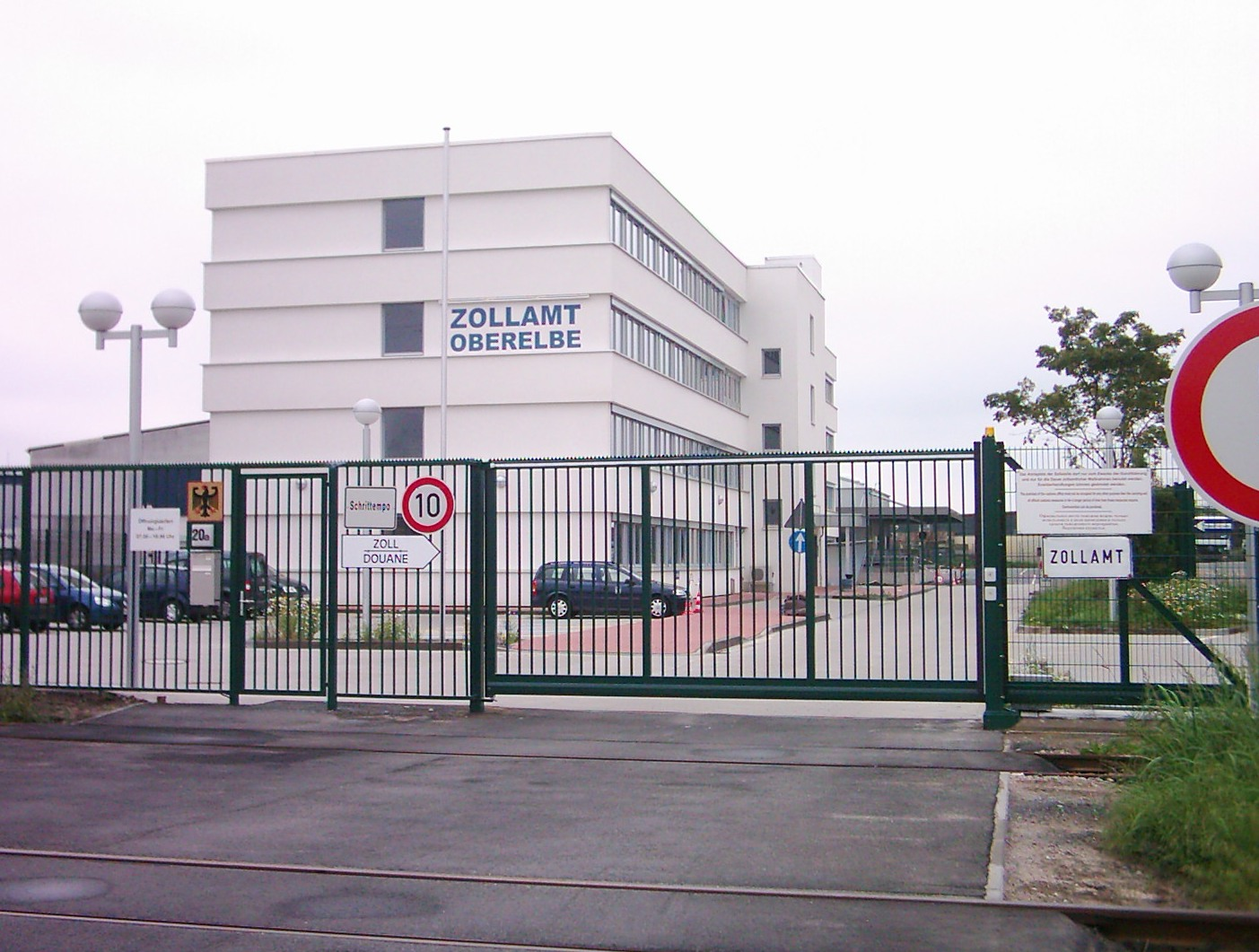
Celní úřad Hamburk-Oberelbe

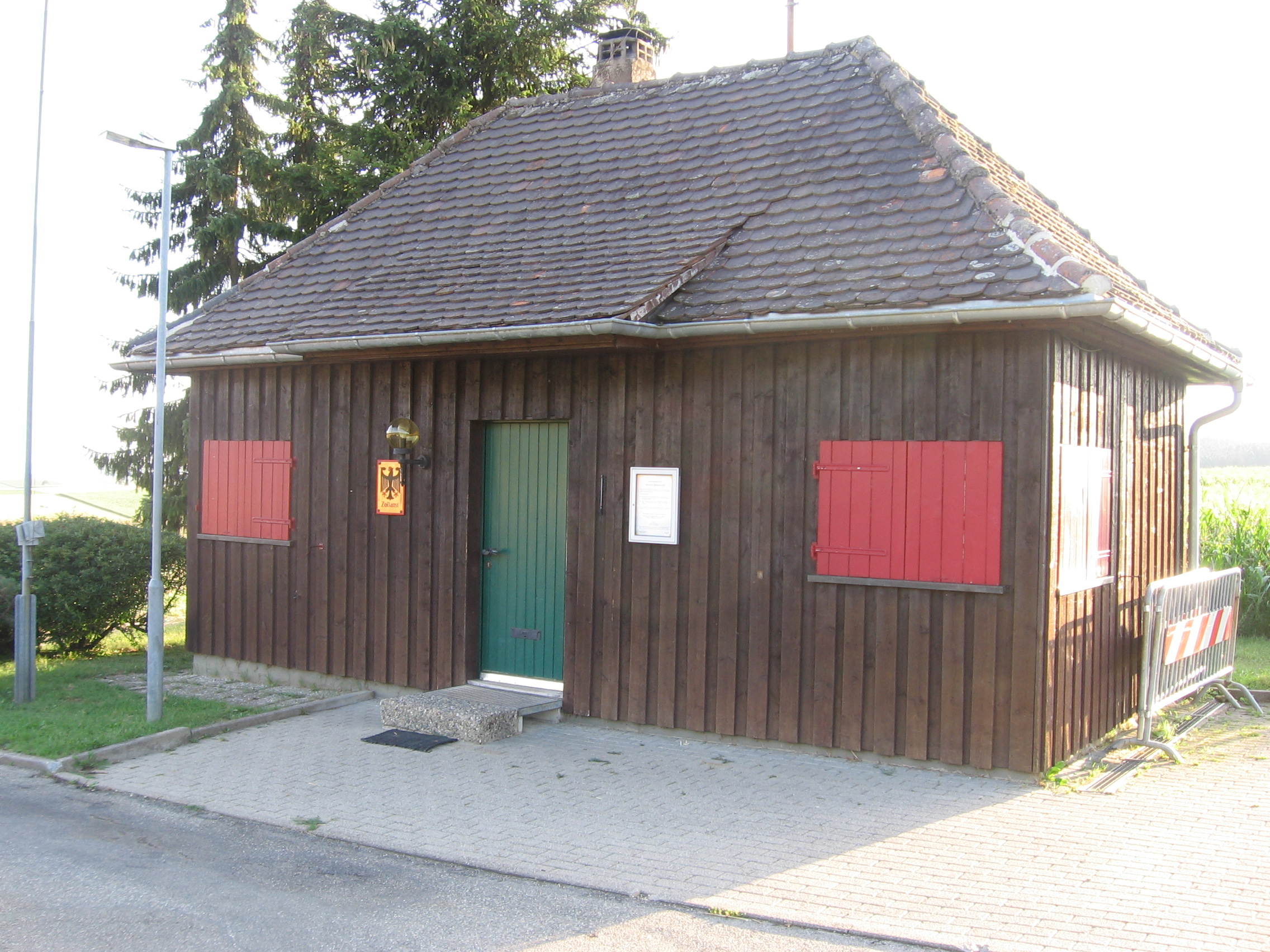
Celní úřad Fützen na německo-švýcarské hranici

Německé Celní úřady (německy Zollamt; ZA) jsou s odbavovacími místy (Abfertigungsstelle; AbfSt) a místy celních služeb (Zollservicepunkt; ZSP) součástí (služebnami) hlavních celních úřadů, místních spolkových finančních úřadů spadajících do působnosti Spolkové celní správy SRN. V čele celního úřadu stojí vedoucí, který je podřízen řediteli příslušného Hlavního celního úřadu. Hlavní celní úřad je pak podřízen Generálnímu ředitelství cel.
U celních úřadů se realizují příslušné dovozní, vývozní nebo tranzitní operace. V této souvislosti jsou celním orgánům předkládány potřebné dokumenty, případně je fyzicky předkládáno i samotné zboží, a jsou prováděny kontroly těchto dokumentů a zboží.
V rámci dovozu jsou celní úřady příslušné k vybírání cel, spotřebních daní a také daně z přidané hodnoty. Do doby než je dovezenému zboží přiděleno celně schválené určení, má zboží postavení dočasně uskladněného zboží a je pod dohledem celních orgánů.
V rámci tranzitního režimu se celní úřady označují jako celní úřad odeslání (zahájení tranzitu), celní úřad tranzitu nebo celní úřad určení (ukončení tranzitu).
V rámci vývozu lze celní úřady členit na celní úřad vývozu, což je místně příslušný celní úřad, který rozhoduje o propuštění zboží do navrženého celního režimu vývozu, a na celní úřad výstupu, což je poslední celní úřad před místem, kde zboží opouští celní území Evropské unie. V případě elektrické energie a zboží přepravovaného produktovody je pak celní úřad výstupu stanoven německými celními orgány.
Odbavovací místa (Abfertigungsstelle; AbfSt) – jsou místa pro celní odbavení, která se zřizují v místech, v nichž se nevyplatí zřídit celní úřad. Obvykle jde o lokality, které jsou příliš daleko od celního úřadu a současně je v nich velký objem odbavovaného zboží. Typicky jde například o železniční stanice, kontejnerové terminály, velké podniky nebo spedice, atd. Prakticky se vlastně jedná o pobočky či detašovaná pracoviště celních úřadů.
Místa celních služeb (Zollservicepunkt; ZSP) – jsou místa, kde je možné vyřídit pouze záležitosti související se silniční daní a případně také s celním odbavením poštovních zásilek.

## Seznam celních úřadů
Na území Evropské unie (EU-28) je více než 3000 celních úřadů. Celní úřady jsou zapsány v databázi EU „Customs Office List“ (COL; česky Seznam celních úřadů). V Německu je 271 celních úřadů (stav k září 2017). V seznamu německých celních úřadů pak jsou uvedeny všechny celní úřady včetně jejich pracovišť (stav k 1. červnu 2016). Pouze Hlavní celní úřad Hamburk-Jonas nemá žádné podřízené celní úřady.

### Pokyny pro práci se seznamem
Seznam je rozdělen následujícím způsobem. Ve sloupci Celní úřad a Odbavovací místo jsou uvedeny oficiální názvy celních úřadů případně odbavovacích míst. Název se zpravidla shoduje s místem, kde se celní úřad/odbavovací místo nachází. V některých případech, například v případě, že se celní úřad nachází ve stejném místě jako hlavní celní úřad, je celní úřad uveden bez uvedení místa nebo s uvedením ulice. V takových případech je umístění v tabulce zobrazeno v závorkách a kurzívou pro geografické určení celního úřadu. To platí také pro informace k výstavištím, letištím, přístavům, nádražím nebo nákladovým nádražím, nebo pokud celní úřad nese název městské části. Sloupce lze třídit podle umístění celního úřadu/odbavovacího místa.
Ve sloupci Hlavní celní úřad je uveden aktuální název nadřízeného orgánu. Sloupec Spolková země obsahuje spolkovou zemi, ve které se celní úřad nachází. Pokud se celní úřad nachází na území jiné země, je zde uvedena sousedící spolková země. Sloupec Poloha označuje, zda se celní úřad nachází na vnější hranici EU nebo ve vnitrozemí. Vnějšími hranicemi EU jsou letiště, Německo-švýcarská hranice, baltské či severní moře. Ve sloupci Kód útvaru (německy Dienststellenschlüssel) je uveden číselný kód útvaru celní správy SRN.

### Celní úřady
| Celní úřad                                   | Hlavní celní úřad     | Spolková země                  | Poloha                    | Kód útvaru |
| -------------------------------------------- | --------------------- | ------------------------------ | ------------------------- | ---------- |
| Aalen                                        | Ulm                   | Bádensko-Württembersko         | Vnitrozemský              | 9651       |
| Albbruck                                     | Singen                | Bádensko-Württembersko         | Německo-švýcarská hranice | 4210       |
| Albstadt                                     | Ulm                   | Bádensko-Württembersko         | Vnitrozemský              | 9501       |
| Altötting (dálnice)                          | Rosenheim             | Bavorsko                       | Vnitrozemský              | 7455       |
| Na letišti (Erfurt)                          | Erfurt                | Durynsko                       | Vnitrozemský              | 3003       |
| Amberg                                       | Řezno                 | Bavorsko                       | Vnitrozemský              | 8801       |
| Anröchte                                     | Bielefeld             | Severní Porýní-Vestfálsko      | Vnitrozemský              | 8351       |
| Ansbach-Weißenburg                           | Norimberk             | Bavorsko                       | Vnitrozemský              | 8751       |
| Appenweier                                   | Lörrach               | Bádensko-Württembersko         | Vnitrozemský              | 3956       |
| Arnsberg                                     | Bielefeld             | Severní Porýní-Vestfálsko      | Vnitrozemský              | 8352       |
| Aschaffenburg                                | Schweinfurt           | Bavorsko                       | Vnitrozemský              | 8851       |
| Aschersleben                                 | Magdeburg             | Sasko-Anhaltsko                | Vnitrozemský              | 7352       |
| Bad Hersfeld                                 | Gießen                | Hesensko                       | Vnitrozemský              | 3401       |
| Bad Oeynhausen                               | Bielefeld             | Severní Porýní-Vestfálsko      | Vnitrozemský              | 8005       |
| Bad Reichenhall Autobahn                     | Rosenheim             | Bavorsko                       | Vnitrozemský              | 7458       |
| Bad Säckingen                                | Singen                | Bádensko-Württembersko         | Vnitrozemský              | 4209       |
| Baden-Baden                                  | Karlsruhe             | Bádensko-Württembersko         | Vnitrozemský              | 5853       |
| Nádraží (Singen)                             | Singen                | Bádensko-Württembersko         | Vnitrozemský              | 4105       |
| Baltersweil                                  | Singen                | Bádensko-Württembersko         | Německo-švýcarská hranice | 4213       |
| Bamberg                                      | Schweinfurt           | Bavorsko                       | Vnitrozemský              | 8601       |
| DZA Basel                                    | Lörrach               | Bádensko-Württembersko         | Německo-švýcarská hranice | 4058       |
| Bayreuth                                     | Schweinfurt           | Bavorsko                       | Vnitrozemský              | 8602       |
| Beckum                                       | Bielefeld             | Severní Porýní-Vestfálsko      | Vnitrozemský              | 8356       |
| Bensheim                                     | Darmstadt             | Hesensko                       | Vnitrozemský              | 3201       |
| Berlín-Letiště Schönefeld                    | Postupim              | Berlín                         | Letiště                   | 2102       |
| Berlín-Letiště Tegel                         | Postupim              | Berlín                         | Letiště                   | 2105       |
| Biberach                                     | Ulm                   | Bádensko-Württembersko         | Vnitrozemský              | 9657       |
| Bietingen                                    | Singen                | Bádensko-Württembersko         | Vnitrozemský              | 4101       |
| Böblingen                                    | Stuttgart             | Bádensko-Württembersko         | Vnitrozemský              | 9551       |
| Bocholt                                      | Münster               | Severní Porýní-Vestfálsko      | Vnitrozemský              | 8302       |
| Bochum                                       | Dortmund              | Severní Porýní-Vestfálsko      | Vnitrozemský              | 8051       |
| Bonn                                         | Kolín nad Rýnem       | Severní Porýní-Vestfálsko      | Vnitrozemský              | 7152       |
| Brake                                        | Oldenburg             | Dolní Sasko                    | Severní moře              | 5301       |
| Braunschweig-Broitzem                        | Braunschweig          | Dolní Sasko                    | Vnitrozemský              | 4930       |
| Bremen-Häfen                                 | Brémy                 | Brémy                          | Severní moře              | 2325       |
| Bremerhaven                                  | Brémy                 | Brémy                          | Severní moře              | 2452       |
| Bruchsal                                     | Karlsruhe             | Bádensko-Württembersko         | Vnitrozemský              | 5852       |
| Brunsbüttel                                  | Itzehoe               | Šlesvicko-Holštýnsko           | Severní moře              | 6151       |
| Klettgau                                     | Singen                | Bádensko-Württembersko         | Německo-švýcarská hranice | 4214       |
| Büßlingen                                    | Singen                | Bádensko-Württembersko         | Německo-švýcarská hranice | 4109       |
| Celle                                        | Hannover              | Dolní Sasko                    | Vnitrozemský              | 5111       |
| Charlottenburger Allee (Aachen)              | Cáchy                 | Severní Porýní-Vestfálsko      | Vnitrozemský              | 7054       |
| Chemnitz                                     | Erfurt                | Sasko                          | Vnitrozemský              | 5530       |
| Coburg                                       | Schweinfurt           | Bavorsko                       | Vnitrozemský              | 8605       |
| Coesfeld                                     | Münster               | Severní Porýní-Vestfálsko      | Vnitrozemský              | 8303       |
| Cuxhaven                                     | Oldenburg             | Dolní Sasko                    | Severní moře              | 4501       |
| (Darmstadt)                                  | Darmstadt             | Hesensko                       | Vnitrozemský              | 3230       |
| Deißlingen                                   | Singen                | Bádensko-Württembersko         | Vnitrozemský              | 4106       |
| Dessau-Ost                                   | Magdeburg             | Sasko-Anhaltsko                | Vnitrozemský              | 7361       |
| Dettelbach-Mainfrankenpark                   | Schweinfurt           | Bavorsko                       | Vnitrozemský              | 8857       |
| Dogern                                       | Singen                | Bádensko-Württembersko         | Německo-švýcarská hranice | 4215       |
| Donautal (Ulm)                               | Ulm                   | Bádensko-Württembersko         | Vnitrozemský              | 9656       |
| Donauwörth                                   | Augsburg              | Bavorsko                       | Vnitrozemský              | 7402       |
| Ost (Dortmund)                               | Dortmund              | Severní Porýní-Vestfálsko      | Vnitrozemský              | 8103       |
| Dreilinden (Berlín)                          | Berlín                | Berlín                         | Vnitrozemský              | 2152       |
| Dresden                                      | Drážďany              | Sasko                          | Vnitrozemský              | 5580       |
| Düren                                        | Cáchy                 | Severní Porýní-Vestfálsko      | Vnitrozemský              | 7064       |
| Eberswalde                                   | Frankfurt nad Odrou   | Braniborsko                    | Vnitrozemský              | 3752       |
| Ebringen                                     | Singen                | Bádensko-Württembersko         | Německo-švýcarská hranice | 4110       |
| Eckendorfer Straße (Bielefeld)               | Bielefeld             | Severní Porýní-Vestfálsko      | Vnitrozemský              | 8001       |
| Eggingen                                     | Singen                | Bádensko-Württembersko         | Německo-švýcarská hranice | 4224       |
| Trier-Ehrang                                 | Koblenz               | Porýní-Falc                    | Vnitrozemský              | 6753       |
| Eisenach                                     | Erfurt                | Durynsko                       | Vnitrozemský              | 3002       |
| Emden                                        | Oldenburg             | Dolní Sasko                    | Severní moře              | 5004       |
| Emmerich                                     | Duisburg              | Severní Porýní-Vestfálsko      | Vnitrozemský              | 2701       |
| Erlangen-Tennenlohe                          | Norimberk             | Bavorsko                       | Vnitrozemský              | 8752       |
| Klettgau                                     | Singen                | Bádensko-Württembersko         | Vnitrozemský              | 4201       |
| Essen                                        | Duisburg              | Severní Porýní-Vestfálsko      | Vnitrozemský              | 2651       |
| Eulerstraße (Münster)                        | Münster               | Severní Porýní-Vestfálsko      | Vnitrozemský              | 8304       |
| Finsterwalde                                 | Frankfurt nad Odrou   | Braniborsko                    | Vnitrozemský              | 3601       |
| Fledder (Osnabrück)                          | Osnabrück             | Dolní Sasko                    | Vnitrozemský              | 5380       |
| Flensburg                                    | Itzehoe               | Šlesvicko-Holštýnsko           | Vnitrozemský              | 6133       |
| Letiště Brémy                                | Brémy                 | Brémy                          | Letiště                   | 2301       |
| Letiště Düsseldorf                           | Düsseldorf            | Severní Porýní-Vestfálsko      | Letiště                   | 2601       |
| Letiště Hannover-Langenhagen                 | Hannover              | Dolní Sasko                    | Letiště                   | 5103       |
| Letiště Mnichov                              | Mnichov               | Bavorsko                       | Letiště                   | 7650       |
| Letiště Dortmund                             | Dortmund              | Severní Porýní-Vestfálsko      | Letiště                   | 8131       |
| Letiště Münster/Osnabrück Greven             | Münster               | Severní Porýní-Vestfálsko      | Vnitrozemský              | 8306       |
| Letiště Norimberk                            | Norimberk             | Bavorsko                       | Letiště                   | 8755       |
| Letiště Saarbrücken                          | Saarbrücken           | Sársko                         | Letiště                   | 9304       |
| Letiště Stuttgart                            | Stuttgart             | Bádensko-Württembersko         | Letiště                   | 9555       |
| Letiště Drážďany                             | Drážďany              | Sasko                          | Letiště                   | 5552       |
| Flughafen Frankfurt am Main (Frachtterminal) | Frankfurt nad Mohanem | Hesensko                       | Letiště                   | 3302       |
| Flughafen Frankfurt-Hahn                     | Koblenz               | Porýní-Falc                    | Letiště                   | 6756       |
| Flughafen Hamburg                            | Itzehoe               | Hamburk                        | Letiště                   | 4701       |
| Letiště Köln/Bonn                            | Köln                  | Severní Porýní-Vestfálsko      | Letiště                   | 7154       |
| Letiště Leipzig/Halle                        | Drážďany              | Sasko                          | Letiště                   | 5604       |
| Letiště Paderborn                            | Bielefeld             | Severní Porýní-Vestfálsko      | Letiště                   | 8380       |
| Forst-Autobahn                               | Frankfurt nad Odrou   | Braniborsko                    | Vnitrozemský              | 3603       |
| Frankfurt (Oder) Autobahn                    | Frankfurt nad Odrou   | Braniborsko                    | Vnitrozemský              | 3652       |
| Frankfurt nad Mohanem                        | Frankfurt nad Mohanem | Hesensko                       | Vnitrozemský              | 3358       |
| Freiburg                                     | Lörrach               | Bádensko-Württembersko         | Vnitrozemský              | 3954       |
| Friedrichshafen                              | Ulm                   | Bádensko-Württembersko         | Vnitrozemský              | 9402       |
| Fulda                                        | Gießen                | Hesensko                       | Vnitrozemský              | 3430       |
| Fürstenwalde                                 | Frankfurt nad Odrou   | Braniborsko                    | Vnitrozemský              | 3656       |
| Furth im Wald                                | Řezno                 | Bavorsko                       | Vnitrozemský              | 8902       |
| Fützen                                       | Singen                | Bádensko-Württembersko         | Německo-švýcarská hranice | 4216       |
| Gaienhofen                                   | Singen                | Bádensko-Württembersko         | Německo-švýcarská hranice | 4111       |
| Gailingen                                    | Singen                | Bádensko-Württembersko         | Německo-švýcarská hranice | 4112       |
| Garching-Hochbrück                           | Mnichov               | Bavorsko                       | Vnitrozemský              | 7602       |
| Gelsenkirchen                                | Dortmund              | Severní Porýní-Vestfálsko      | Vnitrozemský              | 8052       |
| Germersheim                                  | Saarbrücken           | Porýní-Falc                    | Vnitrozemský              | 6653       |
| Göggingen (Augsburg)                         | Augsburg              | Bavorsko                       | Vnitrozemský              | 7401       |
| Göppingen                                    | Ulm                   | Bádensko-Württembersko         | Vnitrozemský              | 9652       |
| Goslar                                       | Braunschweig          | Dolní Sasko                    | Vnitrozemský              | 5052       |
| Göttingen                                    | Braunschweig          | Dolní Sasko                    | Vnitrozemský              | 5080       |
| Gottmadingen                                 | Singen                | Bádensko-Württembersko         | Německo-švýcarská hranice | 4115       |
| Grenzacherhorn                               | Lörrach               | Bádensko-Württembersko         | Německo-švýcarská hranice | 4051       |
| Gummersbach                                  | Kolín nad Rýnem       | Severní Porýní-Vestfálsko      | Vnitrozemský              | 7153       |
| Günzgen                                      | Singen                | Bádensko-Württembersko         | Německo-švýcarská hranice | 4217       |
| Heilbronn                                    | Heilbronn             | Bádensko-Württembersko         | Vnitrozemský              | 9452       |
| Přístav Norimberk                            | Norimberk             | Bavorsko                       | Vnitrozemský              | 8756       |
| Hafen (Stuttgart)                            | Stuttgart             | Bádensko-Württembersko         | Vnitrozemský              | 9552       |
| Hagen                                        | Dortmund              | Severní Porýní-Vestfálsko      | Vnitrozemský              | 8101       |
| Hallbergmoos                                 | Landshut              | Bavorsko                       | Vnitrozemský              | 7501       |
| Halle-Schkopau                               | Magdeburg             | Sasko-Anhaltsko                | Vnitrozemský              | 7362       |
| Hameln                                       | Hannover              | Dolní Sasko                    | Vnitrozemský              | 5053       |
| Hanau                                        | Darmstadt             | Hesensko                       | Vnitrozemský              | 3352       |
| Hannover-Nord                                | Hannover              | Dolní Sasko                    | Vnitrozemský              | 5102       |
| Schweinfurt-Londonstraße                     | Schweinfurt           | Bavorsko                       | Vnitrozemský              | 8853       |
| Heidelberg                                   | Karlsruhe             | Bádensko-Württembersko         | Vnitrozemský              | 5901       |
| Heiligenhafen                                | Kiel                  | Šlesvicko-Holštýnsko           | Baltské moře              | 6302       |
| Heinsberg                                    | Cáchy                 | Severní Porýní-Vestfálsko      | Vnitrozemský              | 7053       |
| Helgoland                                    | Itzehoe               | Šlesvicko-Holštýnsko           | Severní moře              | 4506       |
| Helmstedt-Autobahn                           | Braunschweig          | Dolní Sasko                    | Vnitrozemský              | 4961       |
| Herdern                                      | Singen                | Bádensko-Württembersko         | Německo-švýcarská hranice | 4218       |
| Hildesheim                                   | Hannover              | Dolní Sasko                    | Vnitrozemský              | 5055       |
| Hirschfeld                                   | Erfurt                | Sasko                          | Vnitrozemský              | 5756       |
| Höchst                                       | Frankfurt nad Mohanem | Hesensko                       | Vnitrozemský              | 3354       |
| Hof-Marktredwitz                             | Řezno                 | Bavorsko                       | Vnitrozemský              | 8715       |
| Homburg                                      | Saarbrücken           | Sársko                         | Vnitrozemský              | 9301       |
| Hörbranz-Autobahn                            | Augsburg              | Bavorsko                       | Vnitrozemský              | 7551       |
| Husum                                        | Itzehoe               | Šlesvicko-Holštýnsko           | Severní moře              | 6155       |
| Idar-Oberstein                               | Koblenz               | Porýní-Falc                    | Vnitrozemský              | 6752       |
| Ingolstadt                                   | Augsburg              | Bavorsko                       | Vnitrozemský              | 7403       |
| Inzlingen                                    | Lörrach               | Bádensko-Württembersko         | Německo-švýcarská hranice | 4060       |
| Jena                                         | Erfurt                | Durynsko                       | Vnitrozemský              | 3004       |
| Jestetten                                    | Singen                | Bádensko-Württembersko         | Vnitrozemský              | 4203       |
| Kaiserslautern                               | Saarbrücken           | Porýní-Falc                    | Vnitrozemský              | 6501       |
| (Karlsruhe)                                  | Karlsruhe             | Bádensko-Württembersko         | Vnitrozemský              | 5880       |
| Kassel                                       | Gießen                | Hesensko                       | Vnitrozemský              | 3454       |
| Kempten (Allgäu)                             | Augsburg              | Bavorsko                       | Vnitrozemský              | 7553       |
| Kiel                                         | Kiel                  | Šlesvicko-Holštýnsko           | Vnitrozemský              | 6207       |
| Köln-West (Köln)                             | Kolín nad Rýnem       | Severní Porýní-Vestfálsko      | Vnitrozemský              | 7202       |
| Konstanz-Autobahn                            | Singen                | Bádensko-Württembersko         | Německo-švýcarská hranice | 4005       |
| Konstanz-Emmishofer Tor                      | Singen                | Bádensko-Württembersko         | Německo-švýcarská hranice | 4001       |
| Konstanz-Nákladní nádraží                    | Singen                | Bádensko-Württembersko         | Vnitrozemský              | 4002       |
| Konstanz-Kreuzlinger Tor                     | Singen                | Bádensko-Württembersko         | Německo-švýcarská hranice | 4003       |
| Konstanz-Paradieser Tor                      | Singen                | Bádensko-Württembersko         | Německo-švýcarská hranice | 4010       |
| Kreyenbrück (Oldenburg)                      | Oldenburg             | Dolní Sasko                    | Vnitrozemský              | 5330       |
| Laage                                        | Stralsund             | Meklenbursko-Přední Pomořansko | Baltské moře              | 9102       |
| Laufenburg                                   | Singen                | Bádensko-Württembersko         | Vnitrozemský              | 4204       |
| Laufenburg- Stadt                            | Singen                | Bádensko-Württembersko         | Německo-švýcarská hranice | 4207       |
| Lemgo                                        | Bielefeld             | Severní Porýní-Vestfálsko      | Vnitrozemský              | 8004       |
| Lingen                                       | Osnabrück             | Dolní Sasko                    | Vnitrozemský              | 5356       |
| Löbau                                        | Drážďany              | Sasko                          | Vnitrozemský              | 5687       |
| Lohne                                        | Osnabrück             | Dolní Sasko                    | Vnitrozemský              | 5355       |
| Lottstetten                                  | Singen                | Bádensko-Württembersko         | Vnitrozemský              | 4205       |
| Lübbecke                                     | Bielefeld             | Severní Porýní-Vestfálsko      | Vnitrozemský              | 8008       |
| Lübeck                                       | Kiel                  | Šlesvicko-Holštýnsko           | Vnitrozemský              | 6333       |
| Lüdenscheid                                  | Dortmund              | Severní Porýní-Vestfálsko      | Vnitrozemský              | 8104       |
| Ludwigsburg                                  | Heilbronn             | Bádensko-Württembersko         | Vnitrozemský              | 9453       |
| Ludwigsfelde                                 | Postupim              | Braniborsko                    | Vnitrozemský              | 3701       |
| Ludwigshafen am Rhein                        | Karlsruhe             | Porýní-Falc                    | Vnitrozemský              | 6654       |
| Ludwigslust                                  | Stralsund             | Meklenbursko-Přední Pomořansko | Vnitrozemský              | 9101       |
| Lüneburg                                     | Hannover              | Dolní Sasko                    | Vnitrozemský              | 5230       |
| Magdeburg-Rothensee                          | Magdeburg             | Sasko-Anhaltsko                | Vnitrozemský              | 7380       |
| Mainz                                        | Koblenz               | Porýní-Falc                    | Vnitrozemský              | 6504       |
| Mannheim                                     | Karlsruhe             | Bádensko-Württembersko         | Vnitrozemský              | 5904       |
| Marburg                                      | Gießen                | Hesensko                       | Vnitrozemský              | 3452       |
| Marzahn (Berlin)                             | Berlín                | Berlín                         | Vnitrozemský              | 2101       |
| Memmingen                                    | Augsburg              | Bavorsko                       | Vnitrozemský              | 7561       |
| Messe (Hannover)                             | Hannover              | Dolní Sasko                    | Vnitrozemský              | 5110       |
| Mölln                                        | Kiel                  | Šlesvicko-Holštýnsko           | Vnitrozemský              | 6310       |
| Mönchengladbach                              | Krefeld               | Severní Porýní-Vestfálsko      | Vnitrozemský              | 2904       |
| Mukran                                       | Stralsund             | Meklenbursko-Přední Pomořansko | Baltské moře              | 9154       |
| Neubrandenburg                               | Stralsund             | Meklenbursko-Přední Pomořansko | Vnitrozemský              | 9030       |
| Neuhaus                                      | Singen                | Bádensko-Württembersko         | Německo-švýcarská hranice | 4102       |
| Neuss                                        | Krefeld               | Severní Porýní-Vestfálsko      | Vnitrozemský              | 2906       |
| Nord (Düsseldorf)                            | Düsseldorf            | Severní Porýní-Vestfálsko      | Vnitrozemský              | 2604       |
| Nossen                                       | Erfurt                | Sasko                          | Vnitrozemský              | 5502       |
| Nürtingen                                    | Ulm                   | Bádensko-Württembersko         | Vnitrozemský              | 9503       |
| Oberelbe (Hamburg)                           | Hamburk-město         | Hamburk                        | Vnitrozemský              | 4605       |
| Oberursel                                    | Gießen                | Hesensko                       | Vnitrozemský              | 3356       |
| Öhningen                                     | Singen                | Bádensko-Württembersko         | Německo-švýcarská hranice | 4117       |
| Paderborn                                    | Bielefeld             | Severní Porýní-Vestfálsko      | Vnitrozemský              | 8355       |
| Papenburg                                    | Oldenburg             | Dolní Sasko                    | Severní moře              | 5008       |
| Passau                                       | Landshut              | Bavorsko                       | Vnitrozemský              | 7703       |
| Pforzheim                                    | Karlsruhe             | Bádensko-Württembersko         | Vnitrozemský              | 5858       |
| Pinneberg                                    | Itzehoe               | Šlesvicko-Holštýnsko           | Vnitrozemský              | 6156       |
| Pirmasens                                    | Saarbrücken           | Porýní-Falc                    | Vnitrozemský              | 6502       |
| Plattling                                    | Landshut              | Bavorsko                       | Vnitrozemský              | 7504       |
| Pomellen                                     | Stralsund             | Meklenbursko-Přední Pomořansko | Vnitrozemský              | 9004       |
| Hafencity (Hamburg)                          | Hamburk-město         | Hamburk                        | Vnitrozemský              | 4603       |
| Ravensburg                                   | Ulm                   | Bádensko-Württembersko         | Vnitrozemský              | 9404       |
| Reckingen                                    | Singen                | Bádensko-Württembersko         | Německo-švýcarská hranice | 4221       |
| (Regensburg)                                 | Řezno                 | Bavorsko                       | Vnitrozemský              | 8804       |
| Reichenau                                    | Singen                | Bádensko-Württembersko         | Německo-švýcarská hranice | 4012       |
| Reischenhart                                 | Rosenheim             | Bavorsko                       | Vnitrozemský              | 7755       |
| Reisholz                                     | Düsseldorf            | Severní Porýní-Vestfálsko      | Vnitrozemský              | 2607       |
| Rendsburg                                    | Kiel                  | Šlesvicko-Holštýnsko           | Baltské moře              | 6206       |
| Reutlingen                                   | Ulm                   | Bádensko-Württembersko         | Vnitrozemský              | 9530       |
| Rheine                                       | Münster               | Severní Porýní-Vestfálsko      | Vnitrozemský              | 8305       |
| Rheinfelden                                  | Lörrach               | Bádensko-Württembersko         | Německo-švýcarská hranice | 4054       |
| Rheinfelden-Autobahn                         | Lörrach               | Bádensko-Württembersko         | Vnitrozemský              | 4062       |
| Rheinhafen (Koblenz)                         | Koblenz               | Porýní-Falc                    | Vnitrozemský              | 6551       |
| Rheinheim                                    | Singen                | Bádensko-Württembersko         | Německo-švýcarská hranice | 4222       |
| Rielasingen                                  | Singen                | Bádensko-Württembersko         | Vnitrozemský              | 4103       |
| Rostock                                      | Stralsund             | Meklenbursko-Přední Pomořansko | Baltské moře              | 9104       |
| Rötteln                                      | Singen                | Bádensko-Württembersko         | Německo-švýcarská hranice | 4223       |
| Ruhrort (Duisburg)                           | Duisburg              | Severní Porýní-Vestfálsko      | Vnitrozemský              | 2656       |
| (Saarbrücken)                                | Saarbrücken           | Sársko                         | Vnitrozemský              | 9303       |
| Schlatt am Randen                            | Singen                | Bádensko-Württembersko         | Německo-švýcarská hranice | 4119       |
| Schöneberg (Berlin)                          | Berlín                | Berlín                         | Vnitrozemský              | 2151       |
| Schüttorf                                    | Osnabrück             | Dolní Sasko                    | Vnitrozemský              | 5351       |
| Schwanenhaus (Nettetal)                      | Krefeld               | Severní Porýní-Vestfálsko      | Vnitrozemský              | 2901       |
| Siegen                                       | Dortmund              | Severní Porýní-Vestfálsko      | Vnitrozemský              | 8106       |
| Soltau                                       | Hannover              | Dolní Sasko                    | Vnitrozemský              | 5202       |
| Stade                                        | Oldenburg             | Dolní Sasko                    | Severní moře              | 5203       |
| Stendal                                      | Magdeburg             | Sasko-Anhaltsko                | Vnitrozemský              | 7359       |
| Stetten (Lörrach)                            | Lörrach               | Bádensko-Württembersko         | Vnitrozemský              | 4053       |
| Straelen-Autobahn                            | Duisburg              | Severní Porýní-Vestfálsko      | Vnitrozemský              | 2702       |
| Stralsund Dänholm                            | Stralsund             | Meklenbursko-Přední Pomořansko | Baltské moře              | 9180       |
| Stühlingen                                   | Singen                | Bádensko-Württembersko         | Vnitrozemský              | 4206       |
| Suben-Autobahn                               | Landshut              | Bavorsko                       | Vnitrozemský              | 7701       |
| Tauberbischofsheim                           | Heilbronn             | Bádensko-Württembersko         | Vnitrozemský              | 9456       |
| Taucha                                       | Drážďany              | Sasko                          | Vnitrozemský              | 5603       |
| Uerdingen                                    | Krefeld               | Severní Porýní-Vestfálsko      | Vnitrozemský              | 2903       |
| Untermünkheim                                | Heilbronn             | Bádensko-Württembersko         | Vnitrozemský              | 9459       |
| Velten                                       | Postupim              | Braniborsko                    | Vnitrozemský              | 3702       |
| Verden                                       | Hannover              | Dolní Sasko                    | Vnitrozemský              | 5204       |
| Wahn (Köln)                                  | Kolín nad Rýnem       | Severní Porýní-Vestfálsko      | Vnitrozemský              | 7157       |
| Waldshut                                     | Singen                | Bádensko-Württembersko         | Vnitrozemský              | 4208       |
| Hamburk-Waltershof (Hamburg)                 | Hamburk-přístav       | Hamburk                        | Severní moře              | 4851       |
| Wangen (Bodensee)                            | Singen                | Bádensko-Württembersko         | Německo-švýcarská hranice | 4120       |
| Wangental (Jestetten)                        | Singen                | Bádensko-Württembersko         | Německo-švýcarská hranice | 4219       |
| Weiden-Waidhaus                              | Řezno                 | Bavorsko                       | Vnitrozemský              | 8904       |
| Weil am Rhein\|-Autobahn                     | Lörrach               | Bádensko-Württembersko         | Vnitrozemský              | 4055       |
| Weil am Rhein-Friedlingen                    | Lörrach               | Bádensko-Württembersko         | Německo-švýcarská hranice | 4056       |
| Weil am Rhein-Ost                            | Lörrach               | Bádensko-Württembersko         | Německo-švýcarská hranice | 4061       |
| Weil am Rhein-Otterbach                      | Lörrach               | Bádensko-Württembersko         | Německo-švýcarská hranice | 4057       |
| Weil am Rhein-Schusterinsel                  | Lörrach               | Bádensko-Württembersko         | Vnitrozemský              | 4083       |
| Weilheim                                     | Rosenheim             | Bavorsko                       | Vnitrozemský              | 7751       |
| Wetzlar                                      | Gießen                | Hesensko                       | Vnitrozemský              | 3453       |
| Wiechs-Dorf (Tengen)                         | Singen                | Bádensko-Württembersko         | Německo-švýcarská hranice | 4121       |
| Wiechs-Schlauch (Tengen)                     | Singen                | Bádensko-Württembersko         | Německo-švýcarská hranice | 4122       |
| Wiesbaden                                    | Darmstadt             | Hesensko                       | Vnitrozemský              | 3202       |
| Wik (Kiel)                                   | Kiel                  | Šlesvicko-Holštýnsko           | Baltské moře              | 6203       |
| Wilhelmshaven                                | Oldenburg             | Dolní Sasko                    | Severní moře              | 5310       |
| Winnenden                                    | Stuttgart             | Bádensko-Württembersko         | Vnitrozemský              | 9556       |
| Wismar                                       | Stralsund             | Meklenbursko-Přední Pomořansko | Baltské moře              | 9103       |
| Wolfsburg                                    | Braunschweig          | Dolní Sasko                    | Vnitrozemský              | 4906       |
| Wolgast                                      | Stralsund             | Meklenbursko-Přední Pomořansko | Baltské moře              | 9152       |
| Wuppertal                                    | Düsseldorf            | Severní Porýní-Vestfálsko      | Vnitrozemský              | 2956       |
| Zuffenhausen                                 | Stuttgart             | Bádensko-Württembersko         | Vnitrozemský              | 9554       |

### Odbavovací místa
| Odbavovací místo                                         | Celní úřad                  | Hlavní celní úřad | Spolková země             | Poloha                    | Kód útvaru |
| -------------------------------------------------------- | --------------------------- | ----------------- | ------------------------- | ------------------------- | ---------- |
| Altenburg-Bahnhof (Jestetten)                            | Jestetten                   | Singen            | Bádensko-Württembersko    | Německo-švýcarská hranice | 4238       |
| Altenburg-Nohl (Jestetten)                               | Jestetten                   | Singen            | Bádensko-Württembersko    | Německo-švýcarská hranice | 4231       |
| Altenburg-Rheinbrücke (Jestetten)                        | Bühl                        | Singen            | Bádensko-Württembersko    | Německo-švýcarská hranice | 4232       |
| Alte Rheinbrücke (Bad Säckingen)                         | Bad Säckingen               | Singen            | Bádensko-Württembersko    | Německo-švýcarská hranice | 4230       |
| Baden-Airport (Rheinmünster)                             | (Hauptzollamt Karlsruhe)    | Karlsruhe         | Bádensko-Württembersko    | Letiště                   | 5881       |
| Bahnhof (Lottstetten)                                    | Lottstetten                 | Singen            | Bádensko-Württembersko    | Německo-švýcarská hranice | 4239       |
| Basler Häfen Deutsche Abfertigungsstelle (Weil am Rhein) | Weil am Rhein-Schusterinsel | Lörrach           | Bádensko-Württembersko    | Vnitrozemské              | 4086       |
| Brandenburg                                              | Ludwigsfelde                | Postupim          | Braniborsko               | Vnitrozemské              | 3732       |
| Dettighofen                                              | Baltersweil                 | Singen            | Bádensko-Württembersko    | Německo-švýcarská hranice | 4236       |
| Dorf (Lottstetten)                                       | Lottstetten                 | Singen            | Bádensko-Württembersko    | Německo-švýcarská hranice | 4234       |
| Eberfingen                                               | Stühlingen                  | Singen            | Bádensko-Württembersko    | Německo-švýcarská hranice | 4243       |
| Fähre (Friedrichshafen)                                  | Friedrichshafen             | Ulm               | Bádensko-Württembersko    | Vnitrozemské              | 9420       |
| Flughafen Augsburg                                       | Göggingen (Augsburg)        | Augsburg          | Bavorsko                  | Letiště                   | 7430       |
| Gailingen-Ost                                            | Gailingen                   | Singen            | Bádensko-Württembersko    | Německo-švýcarská hranice | 4184       |
| Gailingen-West                                           | Gailingen                   | Singen            | Bádensko-Württembersko    | Německo-švýcarská hranice | 4185       |
| Hafen (Flensburg)                                        | Flensburg                   | Itzehoe           | Šlesvicko-Holštýnsko      | Baltské moře              | 6132       |
| Hafen (Konstanz)                                         | Konstanz-Güterbahnhof       | Singen            | Bádensko-Württembersko    | Německo-švýcarská hranice | 4033       |
| Hafen (Lübeck)                                           | Lübeck                      | Kiel              | Šlesvicko-Holštýnsko      | Baltské moře              | 6332       |
| Hemmenhofen                                              | Gaienhofen                  | Singen            | Bádensko-Württembersko    | Německo-švýcarská hranice | 4188       |
| Holzminden                                               | Hameln                      | Hannover          | Dolní Sasko               | Vnitrozemské              | 5056       |
| IFS Radefeld                                             | Taucha                      | Drážďany          | Sasko                     | Vnitrozemské              | 5633       |
| IFS Speyer                                               | Germersheim                 | Saarbrücken       | Porýní-Falc               | Vnitrozemské              | 6681       |
| IPZ Niederaula                                           | Bad Hersfeld                | Gießen            | Hesensko                  | Vnitrozemské              | 3402       |
| IPZ-See (Hafencity)                                      | Post (Hamburg)              | Hamburg-město     | Hamburk                   | Vnitrozemské              | 4633       |
| (Itzehoe)                                                | (Hauptzollamt Itzehoe)      | Itzehoe           | Šlesvicko-Holštýnsko      | Vnitrozemské              | 6183       |
| Jestetten - Bahnhof                                      | Bühl                        | Singen            | Bádensko-Württembersko    | Německo-švýcarská hranice | 4233       |
| Klein Venedig (Konstanz)                                 | Konstanz-Kreuzlinger Tor    | Singen            | Bádensko-Württembersko    | Německo-švýcarská hranice | 4031       |
| Köln-Messe                                               | Wahn (Köln)                 | Kolín nad Rýnem   | Severní Porýní-Vestfálsko | Vnitrozemské              | 7181       |
| Landesmesse (Stuttgart)                                  | Flughafen (Stuttgart)       | Stuttgart         | Bádensko-Württembersko    | Vnitrozemské              | 9589       |
| Luftverkehr (Erfurt)                                     | Am Flughafen (Erfurt)       | Erfurt            | Durynsko                  | Letiště                   | 3030       |
| Messe (Hamburg)                                          | Oberelbe (Hamburg)          | Hamburg-město     | Hamburk                   | Vnitrozemské              | 4632       |
| Messe (Leipzig)                                          | Taucha                      | Drážďany          | Sasko                     | Vnitrozemské              | 5631       |
| Messe (Berlin)                                           | Dreilinden (Berlin)         | Berlín            | Berlín                    | Vnitrozemské              | 2181       |
| Messe (Düsseldorf)                                       | Nord (Düsseldorf)           | Düsseldorf        | Severní Porýní-Vestfálsko | Vnitrozemské              | 2631       |
| Murbach (Gottmadingen)                                   | Gottmadingen                | Singen            | Bádensko-Württembersko    | Německo-švýcarská hranice | 4186       |
| Nack (Lottstetten)                                       | Lottstetten                 | Singen            | Bádensko-Württembersko    | Německo-švýcarská hranice | 4240       |
| Neuruppin                                                | Velten                      | Postupim          | Braniborsko               | Vnitrozemské              | 3730       |
| Norwegenkai (Kiel)                                       | Wik (Kiel)                  | Kiel              | Šlesvicko-Holštýnsko      | Baltské moře              | 6231       |
| Oberstaad (Öhningen)                                     | Öhningen                    | Singen            | Bádensko-Württembersko    | Německo-švýcarská hranice | 4189       |
| Perleberg                                                | Velten                      | Postupim          | Braniborsko               | Vnitrozemské              | 3731       |
| Pforzheim                                                | Nagold                      | Karlsruhe         | Bádensko-Württembersko    | Vnitrozemské              | 5857       |
| Singen - Personenbahnhof                                 | Gailingen                   | Singen            | Bádensko-Württembersko    | Německo-švýcarská hranice | 4181       |
| Personenbahnhof (Konstanz)                               | Konstanz-Emmishofer Tor     | Singen            | Bádensko-Württembersko    | Německo-švýcarská hranice | 4032       |
| Randegg                                                  | Gailingen                   | Singen            | Bádensko-Württembersko    | Německo-švýcarská hranice | 4187       |
| Rheinfähre (Waldshut-Tiengen)                            | Waldshut                    | Singen            | Bádensko-Württembersko    | Německo-švýcarská hranice | 4242       |
| Rheinfelden/Rheinhafen (Weil am Rhein)                   | Weil am Rhein-Schusterinsel | Lörrach           | Bádensko-Württembersko    | Vnitrozemské              | 4085       |
| Thayngen                                                 | Gailingen                   | Singen            | Bádensko-Württembersko    | Německo-švýcarská hranice | 4183       |
| Umschlagbahnhof (Weil am Rhein)                          | Weil am Rhein Autobahn      | Lörrach           | Bádensko-Württembersko    | Vnitrozemské              | 4081       |
| Waldshut - Personenbahnhof                               | Rheinheim                   | Singen            | Bádensko-Württembersko    | Německo-švýcarská hranice | 4241       |
| Weisweil                                                 | Erzingen                    | Singen            | Bádensko-Württembersko    | Německo-švýcarská hranice | 4237       |
| Wiesenuferweg (Lörrach)                                  | Stetten (Lörrach)           | Lörrach           | Bádensko-Württembersko    | Německo-švýcarská hranice | 4082       |